# Opphem
Opphem is een plaats in de gemeente Kinda in het landschap Östergötland en de provincie Östergötlands län in Zweden. De plaats heeft 50 inwoners (2005) en een oppervlakte van 6 hectare.